# Podaria

Construcción geométrica de la podaria de la curva C respecto al punto P

Se llama podaria de la curva C con respecto al punto P al lugar geométrico de las proyecciones ortogonales de P sobre las tangentes de la curva C.

## Definiciones
- Una curva podaria se obtiene a partir de la proyección ortogonal de un punto fijo sobre las tangentes de una curva dada. Más precisamente, para un curva plana C y un determinado punto podal P, la curva podaria de C es el lugar geométrico de los puntos X de modo que la recta PX es perpendicular a una tangente T a la curva que pasa por el punto X.

- Por el contrario, para cualquier punto R en la curva C, tal que T sea la tangente en ese punto R; hay un único punto X en la tangente T que forma con el punto podal P una recta perpendicular a la tangente T (para el caso especial cuando el punto fijo P se encuentra en la tangente T, los puntos X y P coinciden) - la curva podaria es el conjunto de dichos puntos X, llamados pie de cada perpendicular a la tangente T desde el punto fijo P, a medida que el punto variable R recorre la curva C.

- Complementando la curva podaria, hay un punto único Y en la línea normal a C en R para el que PY sea perpendicular a la normal, por lo que PXRY es un rectángulo (en algunos casos degenerado). El lugar geométrico de los puntos Y se llama curva contrapodaria.

- La ortótomica de una curva es su podaria magnificada por un factor de 2, de modo que el centro de homotecia es P. Este es el lugar geométrico del reflejo de P a través de cada línea tangente T.

- La curva  es la primera de una serie de curvas C1, C2, C3, etc., donde C1 es la podaria de C, C2 es la podaria de C1, y así sucesivamente. En este esquema, C1 es conocida como la primera podaria positiva de C, C2 es la segunda podaria positiva de C, y así sucesivamente. Yendo en la otra dirección, C es la primera podaria negativa de C 1, la segunda podaria negativa de C2, etc.[1]

## Ecuaciones

### Ecuación cartesiana
Tómese P como el origen de coordenadas. Para una curva dada por la ecuación F (x, y) = 0, si la ecuación de la tangente en R = (x0, y0) se escribe en la forma
{\displaystyle \cos \alpha x+\sin \alpha y=p}
entonces el vector (cos α, sen α) es paralelo al segmento PX, y la longitud de PX, que es la distancia desde la línea tangente al origen, es p. Entonces X se representa en coordenadas polares (p, α) reemplazando (p, α) por (r, θ), lo que produce la ecuación polar de la curva podaria.
Por ejemplo, para la elipse
{\displaystyle {\frac {x^{2}}{a^{2}}}+{\frac {y^{2}}{b^{2}}}=1}
la línea tangente en R = (x0, y0) es
{\displaystyle {\frac {x_{0}x}{a^{2}}}+{\frac {y_{0}y}{b^{2}}}=1}

Podaria (rojo) de una elipse (negro). Aquí a=2 y b=1 y la ecuación de la podaria toma la forma 4x^{2}+y^{2}=(x^{2}+y^{2})^{2}

y escribir esto en la forma dada arriba requiere que
{\displaystyle {\frac {x_{0}}{a^{2}}}={\frac {\cos \alpha }{p}},\,{\frac {y_{0}}{b^{2}}}={\frac {\sin \alpha }{p}}.}
La ecuación para la elipse se puede usar para eliminar x0 e y0 dando
{\displaystyle a^{2}\cos ^{2}\alpha +b^{2}\sin ^{2}\alpha =p^{2},\,}
y la conversión a (r, θ) da
{\displaystyle a^{2}\cos ^{2}\theta +b^{2}\sin ^{2}\theta =r^{2},\,}
como la ecuación polar de la podaria. Esto se convierte fácilmente en una ecuación cartesiana como
{\displaystyle a^{2}x^{2}+b^{2}y^{2}=(x^{2}+y^{2})^{2}.\,}

### Ecuación polar
Sea P el origen y esté la curva C dada en coordenadas polares mediante r = f(θ). Sea R = (r, θ) un punto de la curva y sea X = (p, α) el punto correspondiente en la curva podaria. Si ψ denota el ángulo entre la línea tangente y el vector del radio, también conocido como ángulo polar tangencial. Está dado por
{\displaystyle r={\frac {dr}{d\theta }}\tan \psi .}
Entonces
{\displaystyle p=r\sin \psi }  y  {\displaystyle \alpha =\theta +\psi -{\frac {\pi }{2}}.}
Estas ecuaciones se pueden usar para producir una ecuación en p y α que, cuando se traduce a r y θ da una ecuación polar para la curva podaria.
Por ejemplo, siendo la coordenada x de la circunferencia dada por r = a cos θ, entonces
{\displaystyle a\cos \theta =-a\sin \theta \tan \psi }
así que
{\displaystyle \tan \psi =-\cot \theta ,\,\psi ={\frac {\pi }{2}}+\theta ,\alpha =2\theta .}
y también
{\displaystyle p=r\sin \psi \ =r\cos \theta =a\cos ^{2}\theta =a\cos ^{2}{\alpha  \over 2}.}
Entonces la ecuación polar de la podaria es
{\displaystyle r=a\cos ^{2}{\theta  \over 2}.}

### Ecuación podal
Los ecuación podal de una curva y su podaria están estrechamente relacionadas. Si se toma P como punto podal y el origen de coordenadas, entonces se puede demostrar que el ángulo ψ entre la curva y el vector del radio en un punto R es igual al ángulo correspondiente para la curva de la podaria en el punto X. Si p es la longitud de la perpendicular trazada desde P a la tangente de la curva (es decir, PX) y q es la longitud de la perpendicular correspondiente extraída de P a la tangente a la podaria, entoncws, por triángulos similares
{\displaystyle {\frac {p}{r}}={\frac {q}{p}}.}
Se deduce inmediatamente que si la ecuación podal de la curva es f (p, r) = 0, entonces la ecuación podal para la curva podarua es
{\displaystyle f(r,{\frac {r^{2}}{p}})=0}
A partir de esta igualdad, todas las podarias positivas y negativas se pueden calcular fácilmente si se conoce la ecuación podal de la curva.

### Ecuaciones paramétricas
Sea {\displaystyle {\vec {v}}=P-R} el vector de R a P y sean
{\displaystyle {\vec {v}}={\vec {v}}_{\parallel }+{\vec {v}}_{\perp }},

Contrapodaria de la elipse anterior

Podaria de la evoluta de la elipse: coincide con la contrapodaria de la elipse inicial

las componentes tangencial y normal de {\displaystyle {\vec {v}}} con respecto a la curva.
Entonces {\displaystyle {\vec {v}}_{\parallel }} es el vector de R a X desde el que se puede calcular la posición de X.
Específicamente, si c es una parametrización de la curva, entonces
{\displaystyle t\mapsto c(t)+{c'(t)\cdot (P-c(t)) \over |c'(t)|^{2}}c'(t)}
parametriza la curva podaria (sin tener en cuenta los puntos donde c' es cero o indefinido).
Para una curva definida paramétricamente, su curva podaria con el punto podal (0; 0) se define como
{\displaystyle X[x,y]={\frac {(xy'-yx')y'}{x'^{2}+y'^{2}}}}
{\displaystyle Y[x,y]={\frac {(yx'-xy')x'}{x'^{2}+y'^{2}}}.}
La curva contrapodaria viene dada por:
{\displaystyle t\mapsto P-{c'(t)\cdot (P-c(t)) \over |c'(t)|^{2}}c'(t)}
Con el mismo punto podal, la curva contrapodaria es la curva podaria de la evoluta de la curva dada.

## Propiedades geométricas
Considérese un ángulo recto moviéndose rígidamente para que uno de sus lados pase por el punto "P" y el otro sea tangente a la curva. Entonces, el vértice de este ángulo es X y traza la curva podaria. A medida que el ángulo se mueve, su dirección de movimiento en P'- es paralela a PX' y su dirección de movimiento en R es paralela a la tangente T = RX. Por lo tanto, el centro instantáneo de rotación es la intersección de la línea perpendicular a PX en P y perpendicular a RX en R, y este punto es Y. De aquí se deduce que la tangente a la podaria en X es perpendicular a XY.
Dibújese una circunferencia con diámetro PR, luego circunscríbase el rectángulo PXRY y XY es otro diámetro. La circunferencia y la podaria son ambas perpendiculares a XY por lo que son tangentes en X. Por lo tanto, la podaria es la envolvente de las circunferencias con diámetros PR, donde R se encuentra en la curva.
La línea recta YR es normal a la curva y la envolvente de tales normales es su evoluta. Por lo tanto, YR es tangente a la evoluta y el punto Y es el pie de la perpendicular desde P a esta tangente. En otras palabras, Y está en la podaria de la evoluta. Se deduce que la contrapodaria de una curva es la podaria de su evoluta.
Sea C la curva obtenida al reducir C por un factor de 2 hacia P. Entonces, el punto R'  correspondiente a R es el centro del rectángulo PXRY, y la tangente a C'  en R'  divide este rectángulo en paralelo a PY y a XR. Un rayo trazado desde P y reflejado por C'  en R'  pasará luego a través de Y. El rayo reflejado, cuando se extiende, es la línea XY, perpendicular a la podaria de C. La envolvente de las rectas perpendiculares a la podaria es entonces la envolvente de los rayos reflejados o la catacáustica de C' . Esto demuestra que la catacáustica de una curva es la evoluta de su ortotómica.
Como se señaló anteriormente, el círculo con diámetro PR es tangente a la podaria. El centro de este círculo es R' , que sigue la curva C' . Se deduce que la envolvente de círculos a través de un punto fijo y cuyos centros se encuentran en una curva dada es la ortotómica de la curva.
Sea D una curva congruente a C. D rueda sin deslizar, como en la definición de una ruleta, en C para que D'  siempre sea el reflejo de C'  con respecto a la línea a la que son mutuamente tangentes. Luego, cuando las curvas se tocan en R' , el punto correspondiente a P en el plano móvil es X, por lo que la ruleta es la curva podaria. De forma equivalente, la ortotómica de una curva es la ruleta de la curva en su imagen especular.

### Ejemplo

Caracol de Pascal — curva podaria de una circunferencia

Cuando C es una circunferencia, la discusión anterior muestra que las siguientes definiciones de un caracol de Pascal son equivalentes:
- Es la podaria de una circunferencia.
- Es la envolvente de circunferencias cuyos diámetros tienen un punto final en un punto fijo y otro punto final que sigue una circunferencia.
- Es la envolvente de circunferencias a través de un punto fijo cuyos centros siguen una circunferencia.
- Es la ruleta formada por una circunferencia que rueda alrededor de otra circunferencia con el mismo radio.

También se ha demostrado que la catacáustica de una circunferencia es la evoluta de una curva conocida como caracol de Pascal.

## Podarias de curvas específicas
Las podarias de algunas curvas específicas son:
| Curva                 | Ecuación                                                           | Punto podal                | Curva podaria                                                                                                  |
| --------------------- | ------------------------------------------------------------------ | -------------------------- | --- |
| Circunferencia        |                                                                    | Punto de la circunferencia | Cardioide |
| Circunferencia        |                                                                    | Cualquier punto            | Caracol de Pascal                                                                                              |
| Parábola              |                                                                    | Foco                       | La tangente en el vértice                                                                                      |
| Parábola              |                                                                    | Vértice                    | Cisoide de Diocles                                                                                             |
| Deltoide              |                                                                    | Centro                     | Trifolio |
| Cónica centrada       |                                                                    | Foco                       | Elipse |
| Cónica centrada       | {\displaystyle {\frac {x^{2}}{a^{2}}}\pm {\frac {y^{2}}{b^{2}}}=1} | Centro                     | {\displaystyle {a^{2}}\cos ^{2}\theta \pm {b^{2}}\sin ^{2}\theta =r^{2}} (una hipopoda)                        |
| Hipérbola rectangular |                                                                    | Centro                     | Lemniscata de Bernoulli                                                                                        |
| Espiral logarítmica   |                                                                    | Polo                       | Espiral logarítmica                                                                                            |
| Espiral sinusoidal    | {\displaystyle r^{n}=a^{n}\cos n\theta }                           | Polo                       | {\displaystyle r^{\tfrac {n}{n+1}}=a^{\tfrac {n}{n+1}}\cos {\tfrac {n}{n+1}}\theta } (otra espiral sinusoidal) |